# Realspitze
Die Realspitze ist ein 3039 m ü. A. hoher Berg in den Zillertaler Alpen, im Osten des Tuxer Kamms, im österreichischen Bundesland Tirol. Der Berg ist ein Felsgipfel, auf seiner Nordostseite ist er jedoch vergletschert (Hauser Kees). Nach Südwesten, Nordosten und Südosten sendet der Berg ausgeprägte Grate, die teilweise die Anstiegswege tragen. Der Berg wird selten besucht, da es keine markierten Anstiegswege gibt und der Gipfel nur mit leichter Felskletterei (I) erreichbar ist, auch die Zustiege sind über weite Strecken weglos, alpine Erfahrung ist daher notwendig sowie Trittsicherheit und Schwindelfreiheit am Nordostgrat und im Gipfelbereich. Im Winter ist der Berg ein anspruchsvolles Ziel für Skibergsteiger. Auf dem Gipfel steht ein Gipfelkreuz.

## Umgebung

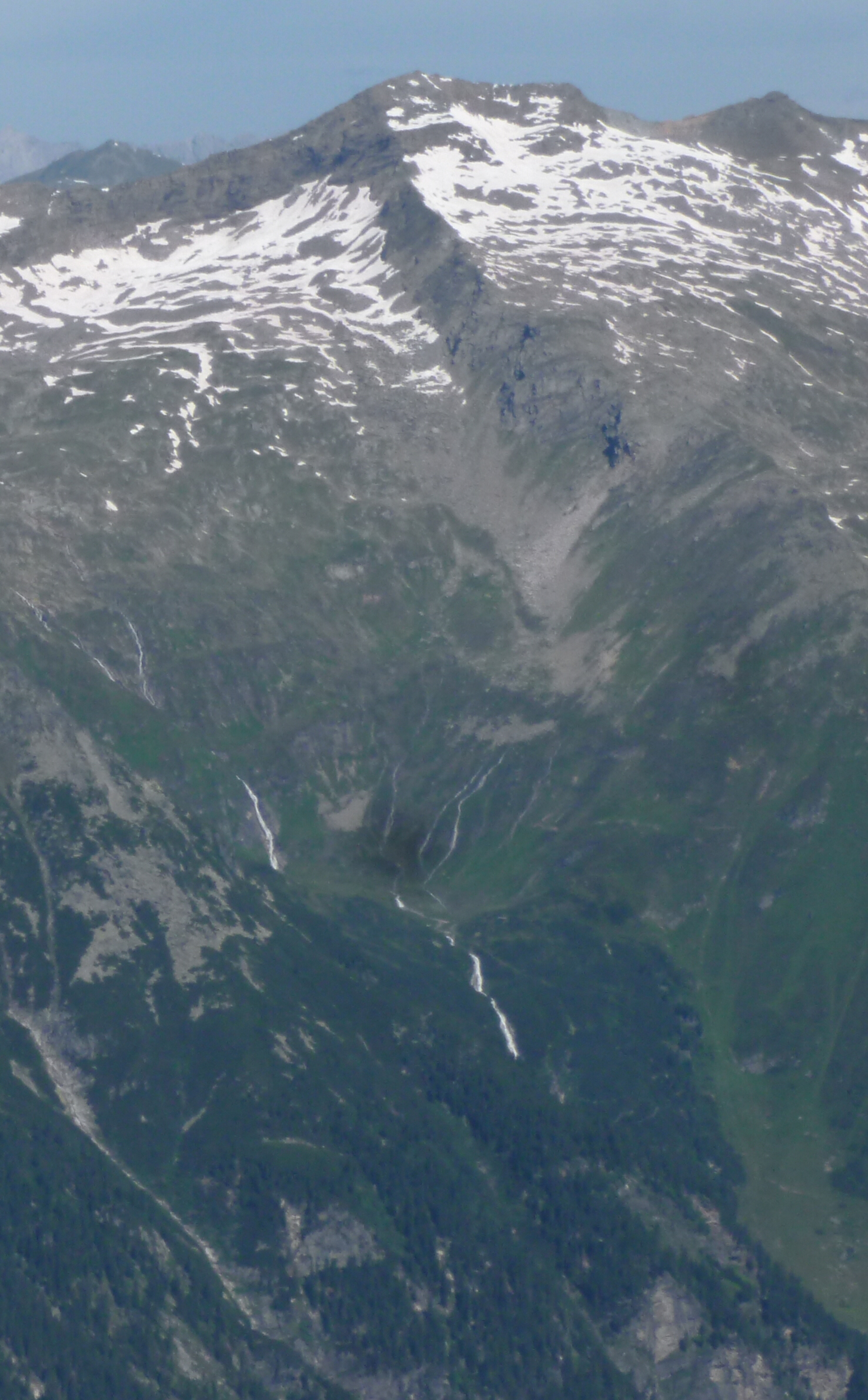
Realspitze von Süden, links vorn das Birglbergkar, rechts oben das Hauser Kees, daneben die Zwerchwand

Die Realspitze ist nur im Nordosten von einem Gletscher umgeben. Dort erstreckt sich in einer Senke das Hauser Kees bis kurz unterhalb des Nordostgrates. Nördlich das Gipfels liegt das markante Rötschneidkar, über das auch der einfachste Aufstieg von Madseit erfolgt. Südwestseitig befindet sich das breite und lange Birglbergkar, das sich bis zum Federbettkees erstreckt. Benachbarte Berge sind im Verlauf des blockigen Südwestgrats, getrennt durch eine Scharte, die Napfspitze mit 2825 m Höhe, jenseits des Nordostgrates liegen, getrennt durch die Scharte zwischen Rötschneidkar und Hauser Kees, die Zwerchwand (2988 m) gefolgt vom Roßkopf (2971 m) sowie die 2901 m hohe Rötschneide. Der Südostgrat fällt zum Zemmgrund ab. Die nächste bedeutende Siedlung ist der etwa drei Kilometer Luftlinie nordwestlich gelegene Ort Madseit.

## Stützpunkte und Routen
Ausgangspunkt für die einfachste Besteigung ist Madseit im Tuxertal. Von dort steigt man zunächst auf markiertem Steig vorbei an der Tulferalm zur Grieralm auf, von wo man über einen einfachen Fahrweg in das Griererkar aufsteigt. Ab dem Beginn des Kars geht es weglos durch Geröll aufwärts bis man am Ende sehr steil durch das Rötschneidkar die Scharte unterhalb des Nordostgrates erreicht, über den man teils im Gehgelände, teils in leichter Blockkletterei den Gipfel erreicht. Diese Route ist der Normalweg und weist den Schwierigkeitsgrad UIAA I auf und ist wie alle anderen Anstiege nicht markiert. Im Rötschneidkar und am Beginn des Nordostgrates befinden sich häufig bis in den Hochsommer hinein Schneefelder, im oberen Teil besteht zudem Steinschlaggefahr. Von Madseit beträgt die Gehzeit, laut Literatur, etwa vier bis fünf Stunden.
Aus dem Zemmgrund kann der Berg von der Kaseleralm aus ebenfalls eisfrei bestiegen werden, dabei folgt man zunächst dem markierten Steig hinauf zum Berliner Höhenweg, biegt dann jedoch kurz nach der Kesselhütte vom markierten Steig zum Friesenberghaus nach Norden weglos ab und steigt zunächst steil über kupiertes Almgelände durch das weiter oben flacher werdende Birglbergkar Richtung Napfspitze auf und erreicht über blockiges, teils auch gerölliges Gelände die Scharte nordöstlich der Napfspitze von wo aus man in Blockletterei über den Südwestgrat den Gipfel erreicht. Gehzeit ca. 5 bis 6 Stunden, gutes Orientierungsvermögen und Trittsicherheit erforderlich, teils Steinschlaggefahr. Im Winter ist über diese Route eine Besteigung auch als leichte Skitour bei sicheren Verhältnissen (Lawinengefahr) möglich, wobei meist der Zustieg über den Hohen Riffler und das Federbettkees vom Tuxer Fernerhaus aus erfolgt. Die Abfahrt erfolgt dann nach Madseit, von wo aus man auch bei sicheren Lawinenverhältnissen über das Grierer- und das Rötschneidkar mit Ski aufsteigen kann.